# Alexis Contant
Pour les articles homonymes, voir Contant.
Alexis Contant, né Joseph Pierre Alexis Contant le 12 novembre 1858 à Montréal et mort le 28 novembre 1918, est un compositeur, organiste, pianiste et professeur de musique québécois.

## Biographie
Alexis Contant est né à Montréal le 12 novembre 1858. Ses deux parents étaient de talentueux musiciens amateurs. Son père était violoniste et sa mère avait étudié le piano et le chant auprès d'Emma Albani. Ses jeunes frère et sœur, Marie et Joseph-Albert, furent également des musiciens. Les trois enfants eurent leurs premières leçons de musique avec leur mère. À l'âge de 11 ans, Alexis Contant commença à étudier avec l'organiste et pianiste Joseph-A. Fowler alors qu'il était élève au collège Sainte-Marie de Montréal. Deux ans plus tard, il donna son premier récital en public. À l'âge de 17 ans, il devint l'élève de Calixa Lavallée, qui venait de rentrer de Paris. Alexis Contant voulut poursuivre des études musicales en Europe, mais son père lui interdit d'y aller, dans la crainte que la société européenne ne nuise à la foi de son fils.
Alexis Contant travailla, dès l'âge de 20 ans, comme accompagnateur pour un grand nombre d'artistes, dont le violoniste Frantz Jehin-Prume.
En 1883, il voyagea avec Calixa Lavallée à Boston où il put poursuivre des études musicales intensives avec son professeur de composition musicale, d'harmonie et de contrepoint. Il a également eu l'occasion d'assister à des opéras pour la première fois ainsi qu'à de nombreux concerts et récitals. Il a été particulièrement ému par une représentation de La Rédemption de Charles Gounod. Pendant le voyage, Calixa Lavallée tomba malade et Alexis Contant fut invité à le remplacer dans plusieurs concerts, ce qui lui causa de sévères crises de trac. Cette anxiété l'amena à renoncer à une carrière d'interprète en faveur de la composition, l'enseignement et un poste d'organiste.
À son retour à Montréal en juin 1883, Alexis Contant devint l'élève de l'organiste et compositeur Guillaume Couture, qu'il quitta bientôt à la suite d'un différend. Il décida de poursuivre des études dans la composition musicale de son propre chef, en analysant les grandes œuvres de grands compositeurs tels que Bach, Mozart, Wagner, Massenet, Franck et Saint-Saëns, entre autres. Il rejoignit le corps professoral du collège de Montréal, où il enseigna jusqu'en 1890. Entre-temps, en 1885, il prit un poste d'organiste à l'église Saint-Jean-Baptiste de Montréal, poste qu'il occupa jusqu'à sa mort plus de trente ans plus tard. De 1900 à 1918, il a enseigné au collège du Mont-Saint-Louis et de 1905 à 1917, en parallèle, au Conservatoire national de Montréal.
Un accident vasculaire cérébral en 1914, mit pratiquement fin à son activité de compositeur. Sa sépulture est située dans le Cimetière Notre-Dame-des-Neiges, à Montréal.

## Œuvres
Alexis Contant a composé des messes, des oratorios, des poèmes symphoniques et des œuvres chorales. II composa également de la musique de chambre, des mélodies pour voix et piano et plusieurs partitions pour piano solo et orgue solo. Ses œuvres ont été publiées à Paris par les éditions Hamelle, Haussman, et L. Grus; à Montréal par Archambault, Beauchemin, Joseph-Émile Bélair, AJ Boucher, L. Cardinal, Édition Belgo-Canadienne, J.-G. Yon et dans Le Passe-Temps. En 2018, les Éditions du Nouveau Théâtre Musical ont publié neuf mélodies pour chant et piano dans leur série Anthologie de la musique québécoise.
Son œuvre la plus célèbre fut La Lyre enchantée, jouée au Canada et en Europe[réf. souhaitée]. Caïn, donné le 12 novembre 1905 au Monument National, est un des premiers oratorios composé par un québécois. Son Trio pour violon, violoncelle et piano de 1907, une de ses œuvres majeures, est la plus donnée en concert.
- La Lyre enchantée pour piano, 1875
- La Cavalcade pour piano à quatre mains, 1883
- Messe en ré mineur, 1884
- Messe brève en do, 1894
- Messe en Si bémol, 1896
- Messe No. 2, 1897
- Tantum ergo pour chœur et orchestre, 1897
- Méditation pour violoncelle et piano, 1897
- Vive Laurier pour piano, 1897
- L'Angélus pour chœur et orchestre, 1898
- Fantaisie sur des airs canadiens pour orchestre, 1900
- Romance pour violoncelle et piano, 1900
- Les Alliés: 'Grande marche héroïque' pour orchestre ou piano, 1902
- Messe No. 3, 1902
- Yvonne valse caprice pour piano, 1903
- Marche pontificale Pie X pour orchestre, 1903
- La Charmeuse pour violoncelle et piano, 1903
- Caïn, oratorio, 1905
- Le Canada, cantate patriotique pour baryton, chœur et orchestre, 1906
- Les Deux Âmes, poème symphonique pour deux voix solistes, récitant, chœur et orchestre, 1906–09
- Musique pour baryton, violoncelle et piano, 1907
- Trio pour violon, violoncelle et piano, 1907
- Messe des morts, 1908
- Messe brève en sol, 1910
- Messe des anges
- L'Aurore, poème symphonique, 1912
- Veronica, ouverture d'un opéra inachevé, 1916

## Postérité
- Le 19 juin 1931, L'Heure provinciale consacre une émission entièrement consacrée au compositeur Alexis Contant[3].
- En 1979, la Bibliothèque nationale du Canada lui dédie une exposition: Alexis Contant, le compositeur et son temps 1958-1918
- Le 25 janvier 1990, la Ville de Montréal, officialise l'Avenue Alexis-Contant[4].